# Mary Catherine Bishop Weiss
 Mary Catherine Bishop Weiss  (*  11. Dezember 1930 in Wichita (Kansas), Toronto; † 8. Oktober 1966) war eine US-amerikanische Mathematikerin und Hochschullehrerin.

## Leben und Forschung
Bishop war die Tochter des Mathematikprofessors Albert T. Bishop, der zuletzt an der Wichita State University unterrichtete und bereits 1933 starb. Nach dem Abschluss der Grundschule zog sie mit ihrer Mutter und ihrem Bruder Errett Albert Bishop nach Chicago, wo sie die Laboratory School und dann das College der University of Chicago besuchte. Während ihrer Studienzeit lernte sie den Mathematiker Guido Weiss kennen und heiratete ihn.  1957 promovierte sie bei Antoni Zygmund. Ihre Dissertation befasste sich mit trigonometrischen Reihen und wurde in den Transactions of the American Mathematical Society, Band 91 im Jahr 1959 veröffentlicht. Der Titel lautet übersetzt: Das Gesetz des iterierten Logarithmus für Lacunary-Reihen und Anwendungen auf Hardy-Littlewood-Reihen. Danach hatte sie Lehraufträge an der De Paul University in Chicago, der Washington University in St. Louis, der University of Chicago und der Stanford University. Sie war als leitende Postdoc-Stipendiatin der National Science Foundation in Cambridge, England, als sie zum Professor für Mathematik an der University of Illinois at Chicago ernannt wurde. Kurz nach Vorlesungsbeginn verstarb sie mit 35 Jahren. Ihr zu Ehren wurde an der Southern Illinois University Carbondale ein Symposium on harmonic analysis veranstaltet. Während ihrer kurzen Karriere hat sie 20 Artikel veröffentlicht. Sie befasste sich mit harmonischer Analysis und speziell mit lückenhaften (lakunären) trigonometrischen Reihen und mit Hardy Räumen in höheren Dimensionen.

## Veröffentlichungen (Auswahl)
- 1959: The Law of the Iterated Logarithm for Lacunary Trigonometric Series, Transactions of the American Mathematical Society 91: 444–469